# Lollapalooza Chile 2024
Lollapalooza Chile 2024 fue la décima segunda edición del festival musical en dicho país, el cual se llevó a cabo por tercera vez consecutiva en el Parque Bicentenario de Cerrillos los días 15, 16 y 17 de marzo.

## Lineup
El 7 de noviembre de 2023 se anunció el lineup 2023 del décimo segundo evento de Lollapalooza Chile. Algunas de las bandas confirmadas para esta edición son Blink-182, Feid, SZA, Sam Smith, Arcade Fire, Limp Bizkit, Hozier y The Offspring.
El 27 de febrero de 2024 se anunció la baja de Jaden Smith, Dove Cameron, Las Ligas Menores y Rina Sawayama, mientras que dos días después, se confirmó la cancelación de la banda Catupecu Machu por motivos de salud. Por otra parte, también se anunció durante esa semana que los artistas serían reemplazados por Jessie Reyez, José Madero, Bb Trickz, Glup! y Estoy Bien.

### Lineup diario
El 29 de febrero de 2024 se confirmaron los horarios y escenarios de cada artista, mientras que el 28 de febrero se reveló el lineup de Kidzapalooza.
| Viernes 15 de marzo    | Viernes 15 de marzo  | Viernes 15 de marzo              | Viernes 15 de marzo          | Viernes 15 de marzo | Viernes 15 de marzo          |
| Cenco Malls Stage      | Banco de Chile Stage | Alternative Stage                | Perry's Stage by Cenco Malls | Kidzapalooza Stage  | Lotus Stage                  |
| ---------------------- | -------------------- | -------------------------------- | ---------------------------- | ------------------- | ---------------------------- |
| Feid                   | Meduza               | King Gizzard & the Lizard Wizard | BRESH                        | Tikitiklip          | Los Pericos                  |
| Thirty Seconds to Mars | Limp Bizkit          | Él Mató a un Policía Motorizado  | Zhu                          | Los Pulentos        | Diamante Eléctrico           |
| Jessie Reyez           | Hozier               | Pierce the Veil                  | Dombresky                    | Guaypes Club        | Ximena Sariñana              |
| Kenia Os               | Dayglow              | León Larregui                    | Overmono                     | School of Rock      | Tiano Bless                  |
| Bratty                 | GALE                 | Muerdo                           | Akriila                      |                     | El Significado de las Flores |
|                        | Machuca              | Florian                          | Latin Mafia                  |                     |                              |
|                        |                      |                                  | Bad Milk                     |                     |                              |
|                        |                      |                                  | Bhavi                        |                     |                              |
|                        |                      |                                  | Ceaese                       |                     |                              |

| Sábado 16 de marzo | Sábado 16 de marzo   | Sábado 16 de marzo  | Sábado 16 de marzo           | Sábado 16 de marzo                   | Sábado 16 de marzo |
| Cenco Malls Stage  | Banco de Chile Stage | Alternative Stage   | Perry's Stage by Cenco Malls | Kidzapalooza Stage                   | Lotus Stage        |
| ------------------ | -------------------- | ------------------- | ---------------------------- | ------------------------------------ | ------------------ |
| Blink-182          | Diplo                | The Blaze           | Kidd Voodoo                  | Mombasa                              | Red Bull Batalla   |
| The Offspring      | Arcade Fire          | Movimiento Original | Dom Dolla                    | Orquesta de la Fuerza Aérea de Chile | Francisco Victoria |
| Fletcher           | Francisca Valenzuela | Cami                | MK                           | De tu Cuna a tu Tumba                | Andrés Nusser      |
| Glup!              | Monsieur Periné      | José Madero         | Dalex                        | Ratoncitos Dulces Sueños             | Los Miserables     |
| Tronic             | Verito Asprilla      | Fármacos            | Pablito Pesadilla            |                                      | The Alive!         |
|                    |                      | Bb Trickz           | RaiNao                       |                                      | Tenemos Explosivos |
|                    |                      |                     | DJ Tee                       |                                      |                    |
|                    |                      |                     | Aura BAE                     |                                      |                    |
|                    |                      |                     | Lua Lacruz                   |                                      |                    |

| Domingo 17 de marzo                  | Domingo 17 de marzo  | Domingo 17 de marzo | Domingo 17 de marzo          | Domingo 17 de marzo | Domingo 17 de marzo |
| Cenco Malls Stage                    | Banco de Chile Stage | Alternative Stage   | Perry's Stage by Cenco Malls | Kidzapalooza Stage  | Lotus Stage         |
| ------------------------------------ | -------------------- | ------------------- | ---------------------------- | ------------------- | ------------------- |
| SZA                                  | Chencho Corleone     | The Driver Era      | Above & Beyond               | El Barco Volador    | Congreso            |
| Phoenix                              | Sam Smith            | Omar Apollo         | Timmy Trumpet                | Payaso Plim Plim    | Saiko               |
| Jere Klein                           | Jungle               | Nothing But Thieves | Loud Luxury                  | Organik             | Yami Safdie         |
| Denise Rosenthal                     | Grupo Frontera       | Ana Tijoux          | EasyKid                      | Hola Flinko         | Ámbar Luna          |
| Los Mesoneros                        | Nicole               | Gonzalo Yañez       | DJ Who                       |                     | LAIA                |
| Orquesta de la Fuerza Aérea de Chile | Chystemc             | FaceBrooklyn        | Saiko                        |                     | Kinmakirú           |
|                                      |                      | Estoy Bien          | Alejo                        |                     |                     |
|                                      |                      |                     | Nsqk                         |                     |                     |
|                                      |                      |                     | Taiú                         |                     |                     |
|                                      |                      |                     | LSV                          |                     |                     |

## Sideshows
| Artista                          | Ubicación                | Fecha       | Invitados                                |
| -------------------------------- | ------------------------ | ----------- | ---------------------------------------- |
| Akriila                          | Teatro Súbela            | 13 de marzo | CONDY, SOULFIA, Young Cister. Harry Nach |
| Thirty Seconds to Mars           | Teatro Caupolicán        | 14 de marzo |                                          |
| King Gizzard & the Lizard Wizard | Teatro Coliseo           | 14 de marzo |                                          |
| Francisco Victoria               | Bar Liguria Manuel Montt | 14 de marzo |                                          |
| The Alive!                       | Pulpo Bar Restaurant     | 14 de marzo |                                          |
| Zhu y Amala Balbontín            | La Feria Club            | 15 de marzo |                                          |
| Phoenix y Andrés Nusser          | Teatro Caupolicán        | 18 de marzo |                                          |
| Los Mesoneros                    | Teatro Coliseo           | 18 de marzo |                                          |
| Saiko, FaceBrooklyn y Aqua VS    | Teatro Coliseo           | 19 de marzo |                                          |